# Бронзітал

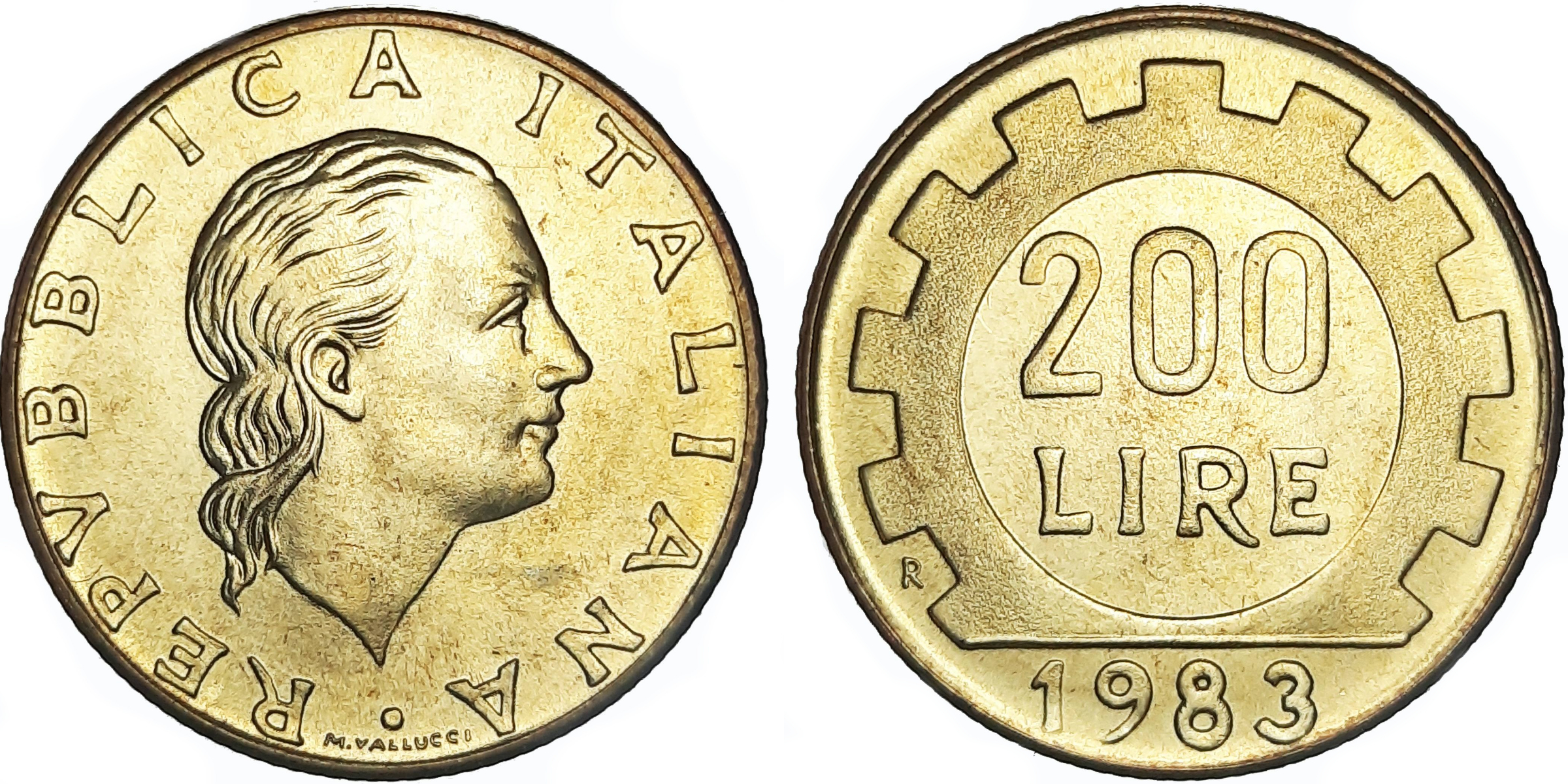
200 лір (1983)

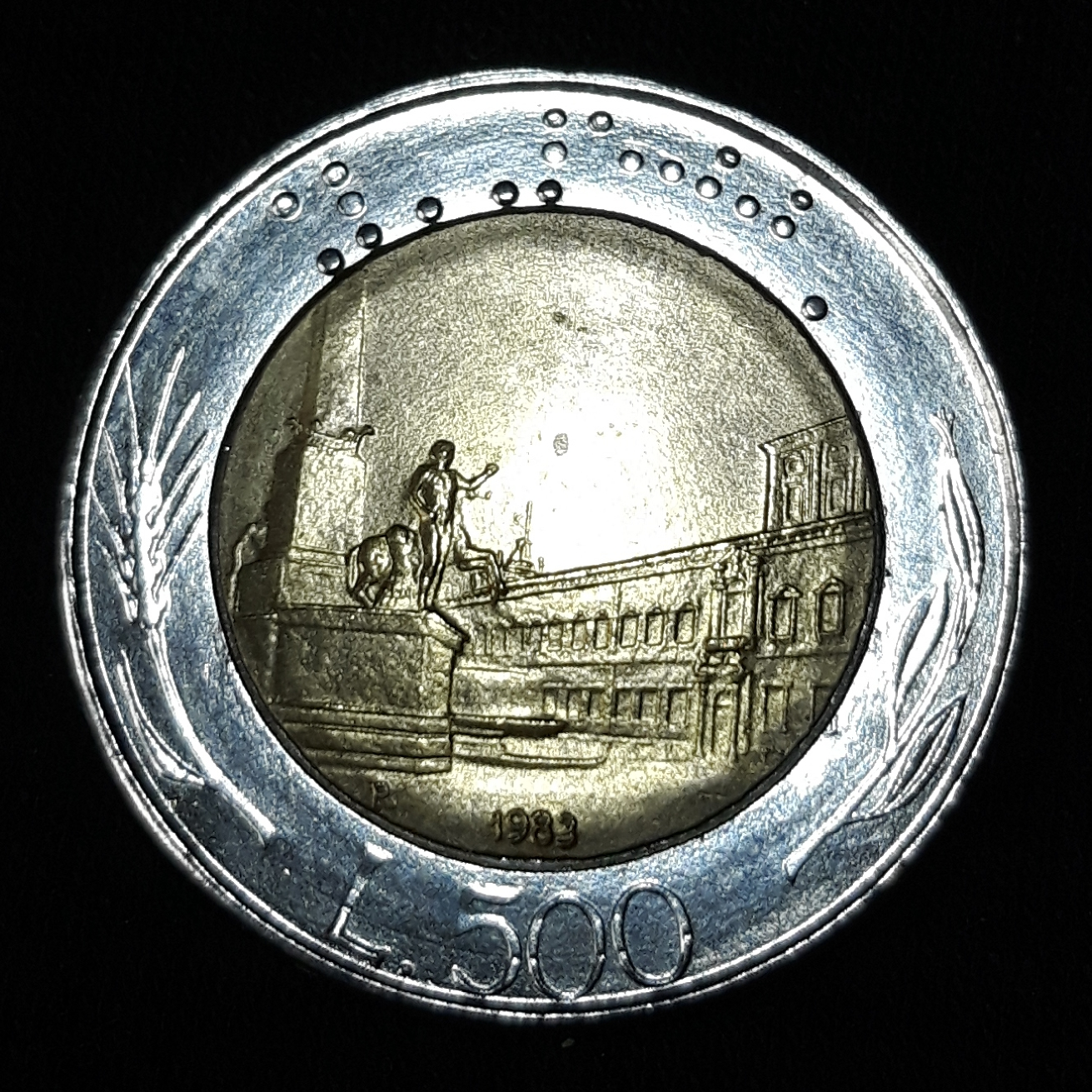
Акмонітал і бронзітал (внутрішня частина). 500 лір (1983)

Бронзіта́л (італ. bronzital акронім від італ. bronzo italiano, дослівно — «італійська бронза») — сплав міді (82 %) з алюмінієм (16 %), різновид алюмінієвої бронзи, що на початках використовувався для виготовлення монет Римським монетним двором. З другої половини 1960-х років до сплаву додають нікель (2 %), щоб зробити сплав яскравішим та менше схильним до окиснення. В Італії з 1967 року використовувався сплав з таким складом компонентів, який забезпечував кращі його технологічні властивості:
| Метал         | Процент |
| ------------- | ------- |
| Мідь (Cu)     | 92 %    |
| Алюміній (Al) | 6 %     |
| Нікель (Ni)   | 2 %     |

З бронзіталу в Італії карбували монети номіналом 5 і 10 чентезимо у період правління Муссоліні і 20 та 200 лір Республіки, а також при виготовленні біметалевих монет номіналом 500 лір (внутрішня частина) та 1000 лір (зовнішня частина). Інші країни згодом також використовували цей же сплав (наприклад, Франція для монет номіналом 10 франків у період від 1974 до 1988 року, Фінляндія і Австралія), хоча і з вищим процентним вмістом міді. Тому процентний вміст металевих компонентів бронзіталу буває різним.
Бронзітал використовувався для австралійських і новозеландських 1- і 2-доларових монет, мексиканських 20- і 50-центаво до 2009 року, внутрішніх частин біметалевих мексиканських монет номіналом 1, 2 і 5 песо, філіппінських 10-песо до 2017 року, канадської 2-доларової монети (також відомої як «toonie») і зовнішніх кілець мексиканських монет номіналом 10, 20, 50 і 100 песо.